# Ballal Dhipi
Ballal Dhipi es un sitio arqueológico histórico en la llanura aluvial oriental del Hugli en Nadia, Bengala Occidental, a pocos kilómetros al este de Nabadwip. Los restos datan del siglo XII d. C. y antes. Una estructura de 30 pies de ladrillos macizos de terracota se extiende sobre un área de 1,300 pies cuadrados con un piso de cal y arena. Lleva el nombre de Ballala Sena (1160-1179) de la dinastía Sena.
Los arqueólogos han encontrado rastros de un complejo de templos. Los historiadores difieren sobre el origen de la estructura. Puede ser la ruina de una estupa budista o una vihara, posiblemente construida entre los siglos XI y XIII. Tiene similitudes con Vikramshila, en Bihar y Shompur, en Rajshahi, Bangladés. También puede ser parte de la capital de la dinastía Sena.

## Excavaciones
El Círculo de Calcuta del Servicio Arqueológico de la India excavó el montículo, durante 1982-1988, y expuso enormes estructuras de ladrillo y varias antigüedades que datan de entre el siglo X al siglo XII. La estructura de ladrillo incluye santuarios a los lados y una construcción masiva dentro de un recinto. Las antigüedades indican la posibilidad de afiliación budista. El conjunto estructural cubre cerca de 13.000 m 2 . Los expertos opinan que la "stupa (vihara) del siglo VIII/IX fue quizás un lugar de aprendizaje y peregrinaje hasta finales del siglo XI". Está a unos 25 km de Krishnanagar.
El Servicio Arqueológico de la India (ASI) ha dividido el sitio en dos partes: el montículo y los restos de un fuerte. Ambos sitios están identificados como monumentos catalogados por ASI.

## Galería

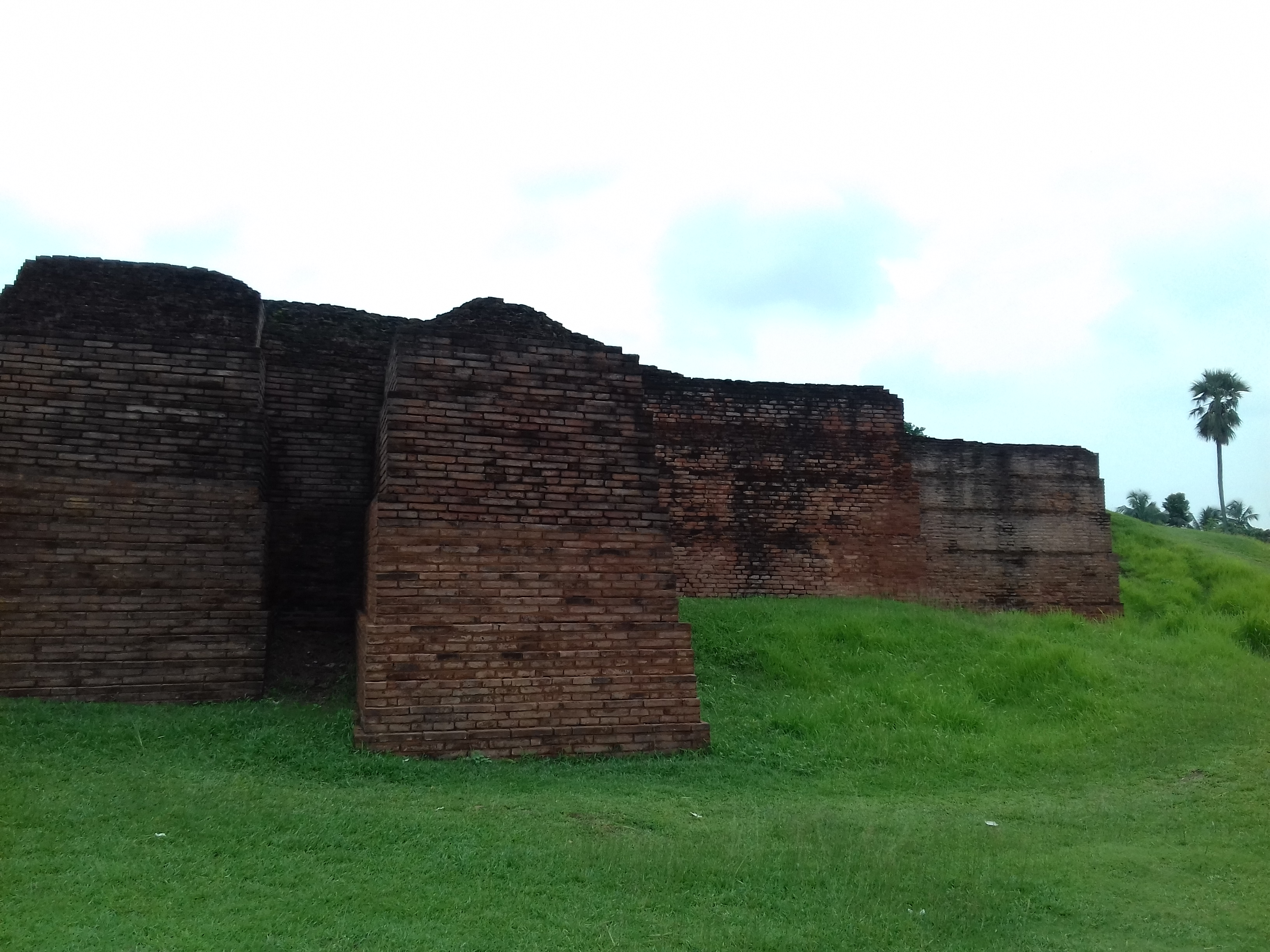
Eventuales restos de un fuerte
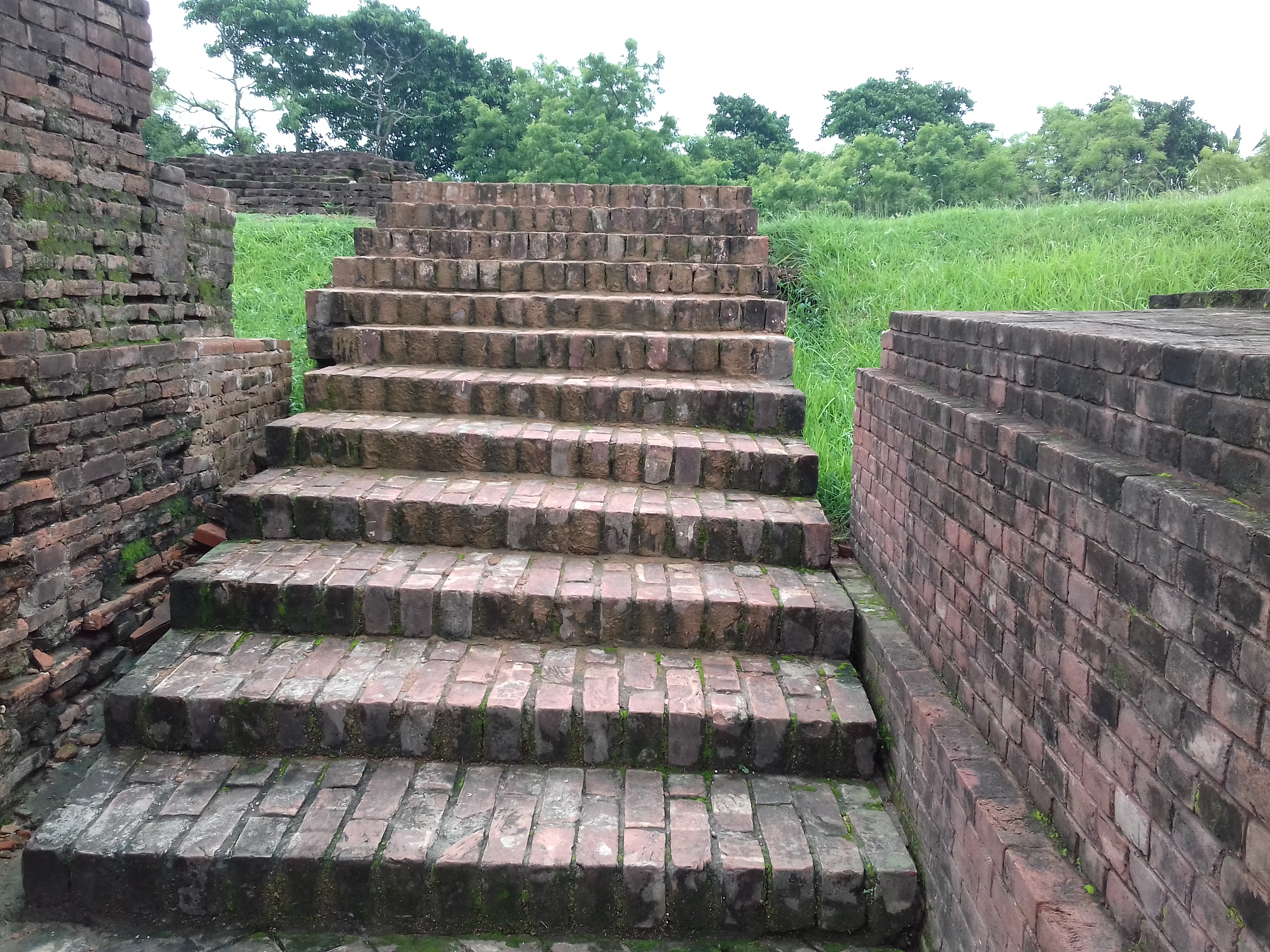
Restos de una escalera
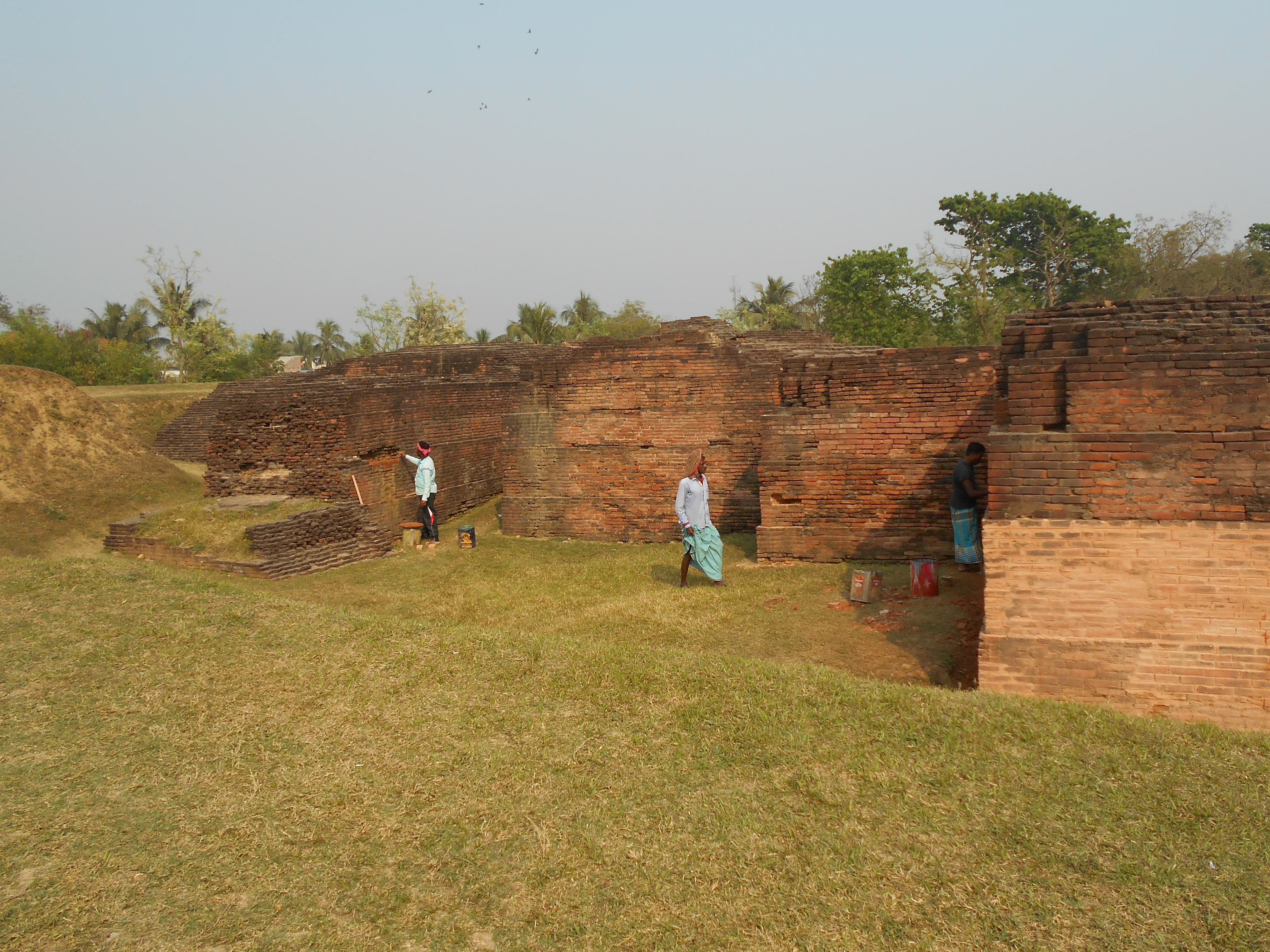
Una parte del extenso complejo estructural
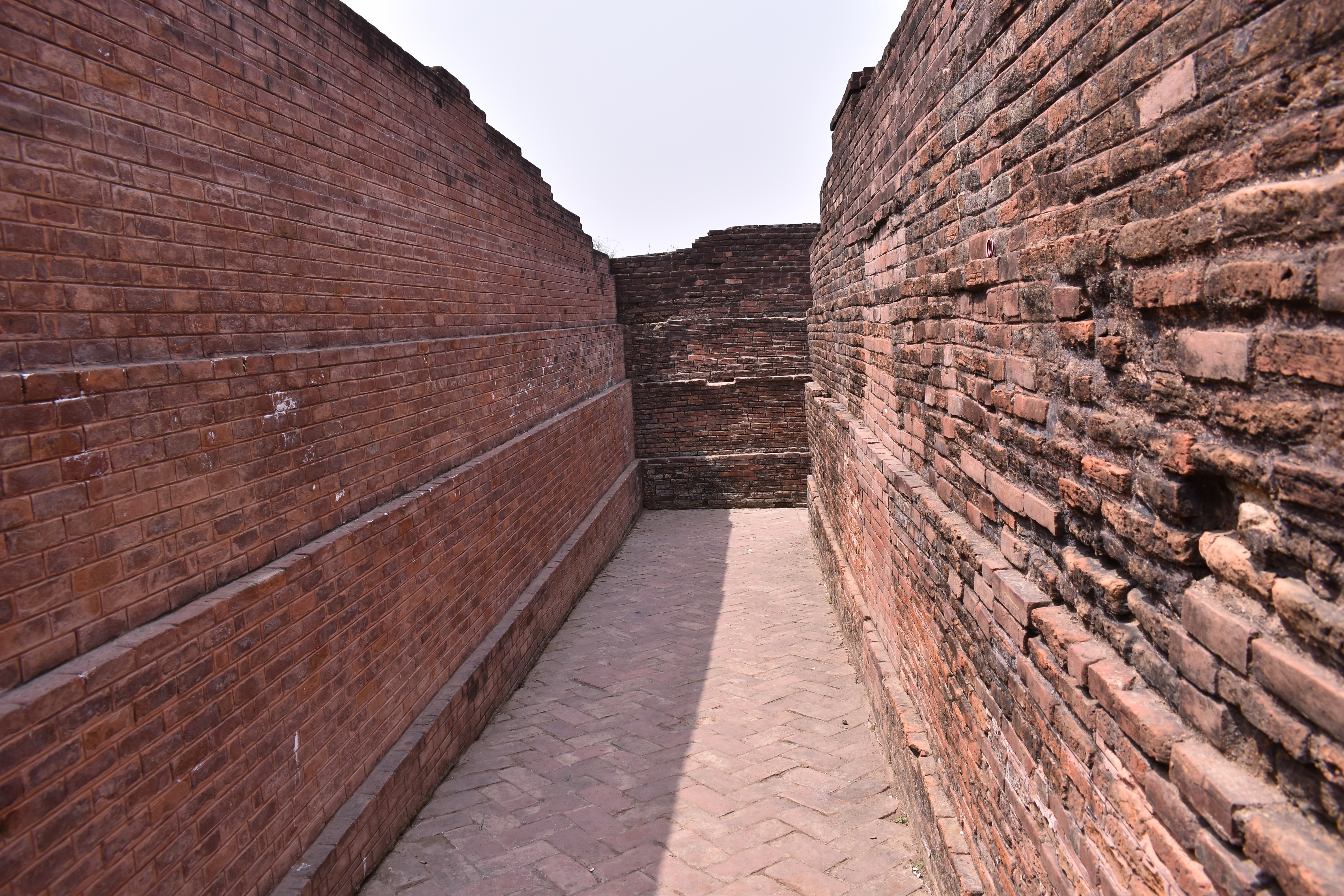
Una calle estrecha dentro del complejo Ballal Dhipi
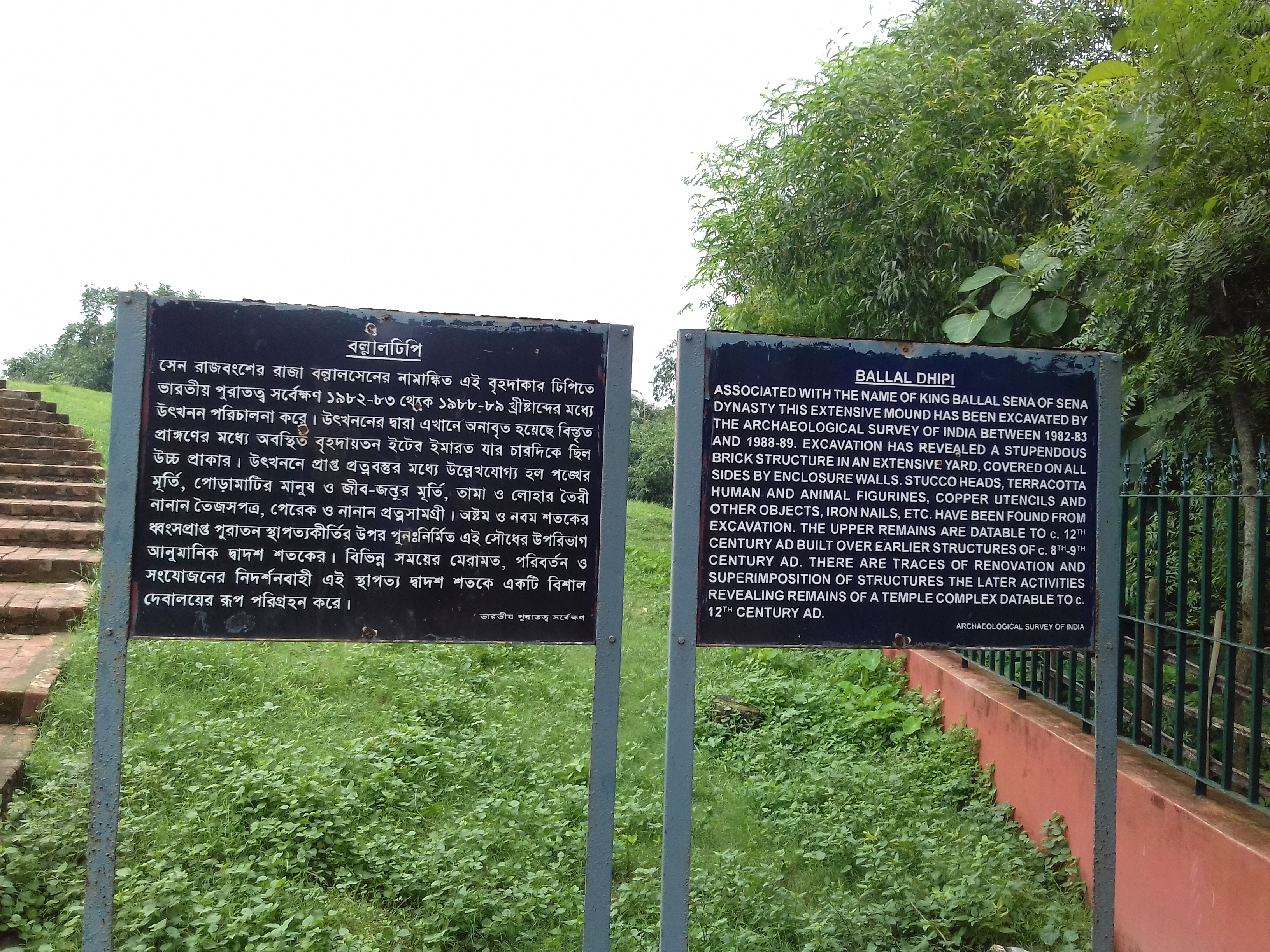
Información del sitio
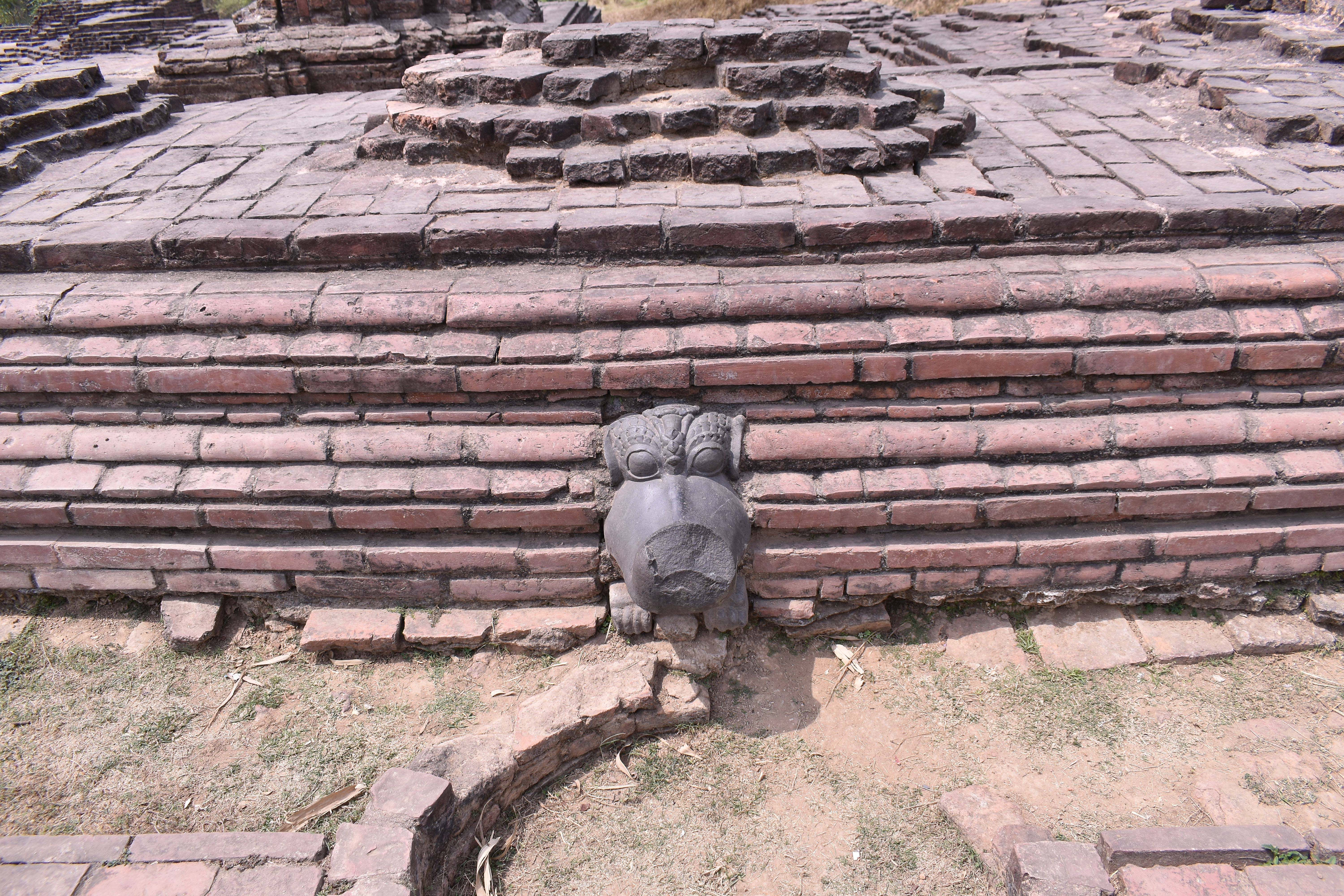
Inscripción en Ballal Dhipi